# Iago ap Beli
Iago ap Beli (Iacobus in latino e Jack in inglese; 560 circa – 613) era figlio di Beli, a cui successe sul trono del Regno di Gwynedd.
Il suo regno (dal 599 al 613) fu caratterizzato dalla crescente potenza dei reami di Mercia (guidato da Pybba e da suo figlio Penda) e di Bernicia/Northumbria (guidato da Aethelfrith). Sembrerebbe esserci stata una specie di alleanza tra Iago e Pybba. Nel 604, dopo essere stato spodestato da Aethelfrith, Edwin, re di Deira, si rifugiò presso la corte di Iago. E ciò scatenò l'ira di Aethelfrith, che massacrò i monaci di un monastero a Bangor e poi, nel 613, affrontò e sconfisse le forze del Gwynedd e del Powys nella battaglia di Caerllion (Chester). Non è noto se Iago prese parte allo scontro o se avesse già abdicato in favore del figlio Cadfan, ritirandosi in un monastero.